# 北魚沼農業協同組合
北魚沼農業協同組合（きたうおぬまのうぎょうきょうどうくみあい、略称:JA北魚沼・北魚沼農協）は、新潟県魚沼市に本店を置いていた農業協同組合。

## 概要
- 組合員数 11,513名
- 販売品販売高 50億67百万円
  - 米 24億94百万円
  - 花卉 12億19百万円
  - 畜産物 4億97百万円
  - 園芸特産品 8億56百万円
- 貯金残高 876億35百万円
- 貸出金残高 217億92百万円
- 共済保有高 3,456億54百万円
- 購買品供給高 45億69百万円

※2018年1月末現在

## 沿革
- 1999年（平成11年）- 3月1日、北魚沼郡内の5農協（堀之内町・小出町・薮神・守門村・入広瀬村[2]）が合併し、創立。
- 2012年（平成24年）- 9月、利雪型米穀低温貯蔵施設（雪室・ラック式倉庫・室温5℃・湿度70%）が完成[3]。貯雪量1,500t[4]。玄米3,600tを貯蔵でき、同規模の米倉庫と比べて電力消費量を3分の1に抑えられる[4]。
  - 12月6日、北魚沼食味コンクールを開催。
  - 1等米区分[3]

| 区分          | 蛋白含有率  | 整粒歩合 |
| ------------- | ----------- | -------- |
| SSランク      | 4.8 - 5.3％ | 79％以上 |
| SAランク      | 5.4 - 5.5％ | 76～78％ |
| S・A・Bランク | 5.6 - 6.0％ | 70～75％ |

- 2013年（平成25年）- 雪室貯蔵米販売開始、北魚沼産のブランド力強化を目指す[4]。
- 2022年（令和4年）- 12月16日、入広瀬産『奥の極』をブランド化[5][6][7][8]。
  - 初の米食味コン最終審査〈最高金匠:馬場和夫〉[9]。
- 2024年（令和6年）- 2月1日、当農協とJA越後おぢや・JA十日町・JA津南町が合併し、JA魚沼が発足（新設合併）[10]。

## 本店・支店
| 店舗コード | 店舗名       | 所在地                     |
| ---------- | ------------ | -------------------------- |
| 001        | 本店         | 新潟県魚沼市中原258-3      |
| 002        | 伊米ヶ崎支店 | 新潟県魚沼市虫野175-2      |
| 003        | 小出町支店   | 新潟県魚沼市小出島238      |
| 005        | 湯之谷支店   | 新潟県魚沼市井口新田645-13 |
| 010        | 堀之内支店   | 新潟県魚沼市堀之内3950-1   |
| 020        | 薮神支店     | 新潟県魚沼市一日市320      |
| 025        | 広瀬支店     | 新潟県魚沼市並柳1550       |
| 030        | 守門支店     | 新潟県魚沼市須原1418-1     |
| 040        | 入広瀬支店   | 新潟県魚沼市穴沢156-1      |
| 050        | 川口支店     | 新潟県長岡市東川口1979-105 |

### 動画
- 五ツ星お米マイスター西島さん×今応援したいブランド米生産者トークイベント - YouTube